# Eger (Ungarn)

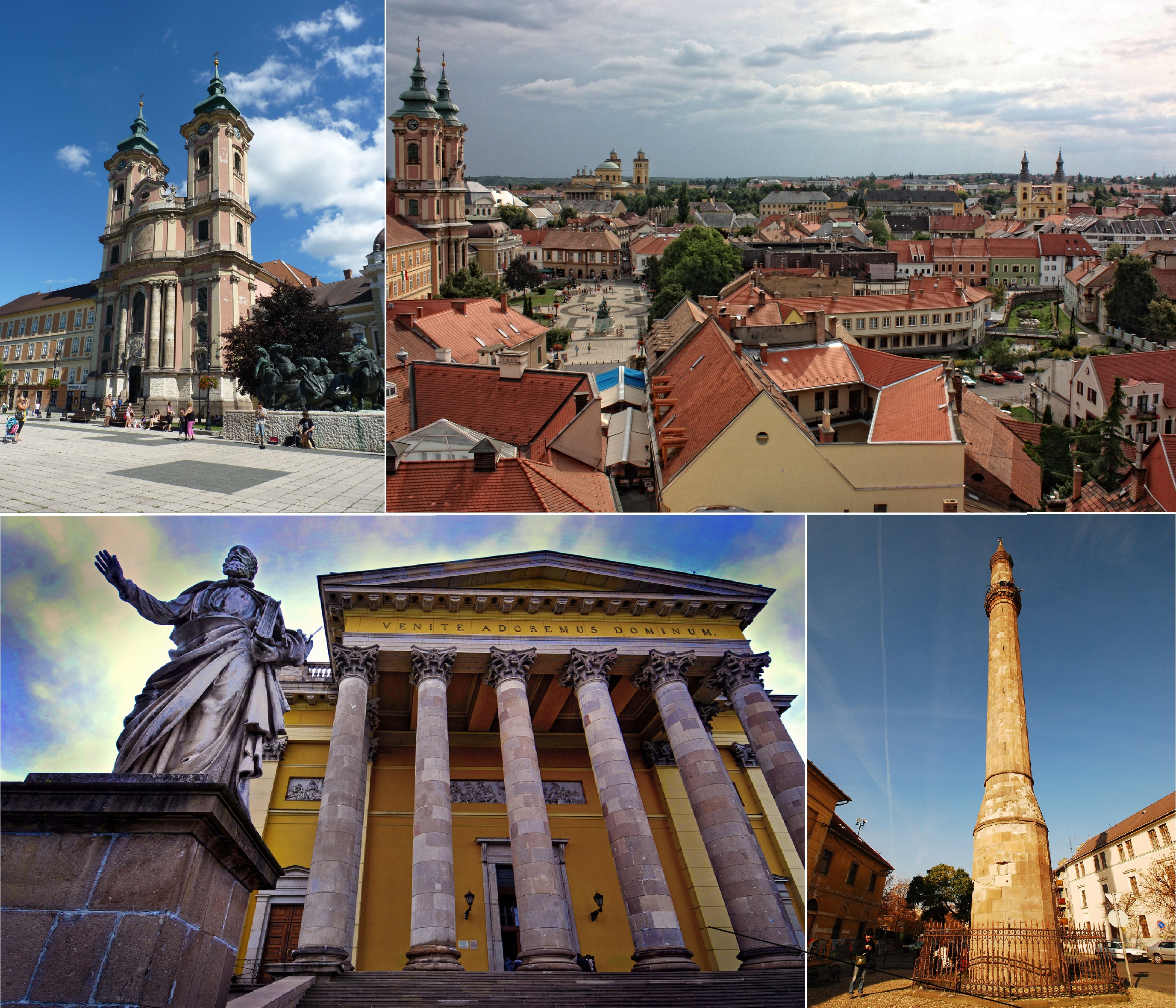
Eger

Eger [ˈɛgɛr] (deutsch Erlau, Latein Agria, slowakisch Jáger) ist eine Stadt mit Komitatsrecht im gleichnamigen Kreis im Komitat Heves in Nordungarn. Es ist eine der ältesten Stadtgründungen Ungarns und der Verwaltungssitz des Komitats Heves.
Bekannt ist Eger durch die großen Weinanbaugebiete in der Umgebung, die neben anderen Weinsorten auch den bekannten Rotwein Erlauer Stierblut (Egri bikavér) hervorbringen. In der Stadt gibt es zahlreiche Weinstuben und traditionelle, teils unterirdische, Weinkeller. Das Stadtbild ist außerdem geprägt durch barocke Bauten, das Minarett aus der Zeit der osmanischen Herrschaft, die mittelalterliche Burg und durch die Kathedrale St. Johannes und St. Michael, der nach der in Esztergom zweitgrößten in Ungarn.
Ferner ist Eger für seine Thermalquelle und das Thermalbad bekannt. Das Thermalbad befindet sich direkt neben dem großen Stadtpark. Es gibt Becken mit unterschiedlichen Wasserarten und -temperaturen. Im Sommer ist das Bad sehr gut besucht. Eger hat durch die Thermalquellen immer schon einen Bezug zum Baden und zum Wassersport. Die Förderung von möglichen Talenten beginnt schon im Schulalter und wird durch den Stundenplan unterstützt. Eger hat eine der stärksten Wasserball-Mannschaften im Land und die verschiedenen Schwimmteams erringen oft hohe Medaillenplätze.

## Geschichte
Die Gebiete von Eger sind seit der Steinzeit bewohnt. Im Frühmittelalter lebten hier germanische und slawische Stämme. Im 10. Jahrhundert siedelten sich Ungarn an. Bereits Anfang des 11. Jahrhunderts wurde Eger vom ersten ungarischen König, Stephan I., zum Bischofssitz ernannt. Das dazu errichtete Gebäude, das die Zeit nicht überdauert hat, stand auf dem heutigen Burgberg, von da aus wuchs die Ortschaft über die Jahre. Eger war auch von Anfang an ein wichtiges Religionszentrum.
1241 wurde Eger im Mongolensturm von der Goldenen Horde vollständig zerstört und die meisten Einwohner getötet.
Während der Regierungszeit von Matthias Corvinus im 15. Jahrhundert erlebte die Stadt sowie ganz Ungarn ihre Renaissance.
Zur Zeit der Türkenkriege war die Stadt immer wieder Angriffen ausgesetzt. Im Jahr 1552 konnte ein kleines Heer (weniger als 2100 Mitbewohner und Soldaten unter der Führung von István Dobó) die Stadt noch vor einer riesigen osmanischen Übermacht verteidigen (beschrieben u. a. in dem Roman „Egri Csillagok/Sterne von Eger“ von Géza Gárdonyi). Es war die erste große Niederlage der Türken, und Europa atmete bereits erleichtert auf.
1596 wurde Eger jedoch eingenommen und blieb 91 Jahre unter osmanischer Herrschaft. In dieser Zeit entstanden Moscheen und Bäder – das heute noch erhaltene Minarett gilt als das nördlichste historische Bauwerk der Osmanen.
Nach der türkischen Belagerung von Wien gelang es im Gegenstoß den Habsburgern, die Osmanen aus Mitteleuropa zu vertreiben. Unter der Führung Karls von Lothringen wurde Eger 1687 zurückerobert und bis 1701 eroberten die habsburgischen Armeen fast ganz Ungarn.
Ihre Blütezeit erlebte die Stadt ab Mitte des 18. Jahrhunderts, als viele Gebäude im Barockstil errichtet wurden. Während des 19. Jahrhunderts wurde die Stadt von mehreren Bränden und Epidemien (Cholera) heimgesucht. 1804 wurde die Stadt zum Erzbischofssitz ernannt.
1872 erhielt die Stadt mit der Bahnstrecke Füzesabony–Eger einen Eisenbahnanschluss. 1908 wurde der Kopfbahnhof von Eger außerdem Ausgangspunkt der Bahnstrecke Eger–Putnok. Es verkehren InterRégió-Züge nach Budapest-Keleti und Debrecen sowie Personenzüge nach Szilvásvárad.
Pläne zu einer Universität in Eger gab es schon seit den 1760er Jahren, doch mussten diese nach dem Bildungsgesetz von 1777 auf Eis gelegt werden. Gebaut wurde nur ein Gymnasium. Seit 1962 gab es in der Stadt eine Pädagogische Hochschule, die von 1969 bis 1990 den Namen Ho-Chi-Minh-Pädagogische Hochschule trug und sich zu einer bedeutenden Institution für die Lehrerausbildung entwickelte. Dieses Institut bildete den Grundstein der heutigen Eszterházy-Károly-Universität, die  2016 in der Tradition der Pläne von 1777 gegründet wurde. Sie entstand durch die Fusion der Colleges von Gyöngyös, Jászberény, Sárospatak und der Fachhochschule von Eger zu einer Universität. Träger ist seit 2021 die römisch-Katholische Diözese Eger. Derzeit ist der Hauptcampus der Uni in Eger, aber es gibt auch einen Campus in Jászberény.

## Städtepartnerschaften
Es bestehen folgende Städtepartnerschaften:
- Dolný Kubín, Slowakei
- Esslingen am Neckar, Deutschland
- Gheorgheni, Rumänien
- Jericho, Palästinensische Autonomiegebiete
- Kutná Hora, Tschechien
- Mâcon, Frankreich
- Pamukkale, Türkei
- Pori, Finnland
- Przemyśl, Polen
- Sarzana, Italien
- Tscheboksary, Russland

## Klima
| Monat                                 | Jan  | Feb  | Mär  | Apr  | Mai  | Jun  | Jul  | Aug  | Sep  | Okt  | Nov | Dez | Ganzes Jahr |
| ------------------------------------- | ---- | ---- | ---- | ---- | ---- | ---- | ---- | ---- | ---- | ---- | --- | --- | ----------- |
| Durchschnittstemperatur (°C)          | 0,9  | 3,7  | 10,1 | 15,9 | 21,6 | 25   | 27,3 | 26,6 | 22,3 | 15,6 | 7,7 | 3,1 | 15          |
| Minimale Durchschnittstemperatur (°C) | −5,7 | −4,5 | −0,2 | 4,3  | 9,7  | 12,5 | 13,9 | 13,4 | 9,6  | 4,5  | 0,5 | −3  |             |
| Niederschlag (mm)                     | 30   | 28   | 35   | 48   | 64   | 77   | 63   | 59   | 45   | 49   | 50  | 42  | 590         |

## Stadtteile
Eger besteht aus 20 Stadtteilen. Almagyar ist der eleganteste Stadtteil mit einigen Gebäuden der Eszterházy-Hochschule. Der nördlichste Stadtteil Almár beherbergt Wochenendhäuser. Belváros (Innenstadt) ist der Barockstadtteil mit der berühmten Eszterházy-Hochschule. Die Wohnsiedlung Berva wurde für die Industriearbeiter der Gegend errichtet. Cifra hóstya liegt nördlich des Zentrums mit sehr vielen engen Straßen. Érsekkert (Erzbischofsgarten) ist der größte Park der Stadt mit Schwimmhallen und Sportanlagen.
Bis zum letzten Jahrhundert war Felnémet (etwa: Deutsch-Oberndorf) ein Vorort von Eger, dann wurde er an die Stadt angeschlossen. Das dörfliche Aussehen hat der Stadtteil bewahrt. Felsőváros (Oberstadt) besteht hauptsächlich aus Blockhäusern. Károlyváros (Karlstadt) ist der größte Stadtteil und westlich des Zentrums zu finden. Der bekannteste Stadtteil mit sehr vielen Weinkellern ist Szépasszonyvölgy (Schönfrauental). Der Legende nach sollen die türkischen Opfer der Belagerung 1552 in Tetemvár (Leichenburg) begraben worden sein.
Weitere Stadtteile sind Hatvani hóstya, Ipari Park (Industriegelände), Lajosváros (Ludwigstadt), Maklári hóstya – Tihamér, Rác hóstya, Vécsey-völgy (Vécseytal), der historische Stadtteil Vár (Burg) und die Gartenstädte Hajdúhegy (Hajdúberg) und Pásztor-völgy (Schäferthal).

## Sehenswürdigkeiten
- Kathedrale von Eger
- Burg und István-Dobó-Museum
- Minarett der Kethuda-Moschee (nördlichstes osmanisches Bauwerk)
- Minoritenkirche Sankt-Antonius
- Érsekkert (Erzbischofsgarten) mit Thermalbad
  - hier steht die Platánfa Egerben ⊙ (eine riesige alte Platane), welche 2013 den Wettbewerb „Europäischer Baum des Jahres“[6] gewann.
- Dobó-Platz
- Aladár-Bitskey-Schwimmhalle
- Barockgebäude der Kossuth-Straße
- Szépasszonyvölgy (Schönfrauenthal) – mit den Weinkellern
- Rác-templom (Serbische Griechisch-orthodoxe Kirche)
- Karl-Eszterházy-Hochschule mit Astronomiemuseum und „Laterna magica“
- Fazola-Tor
- Kleine Synagoge, erbaut 1850/51

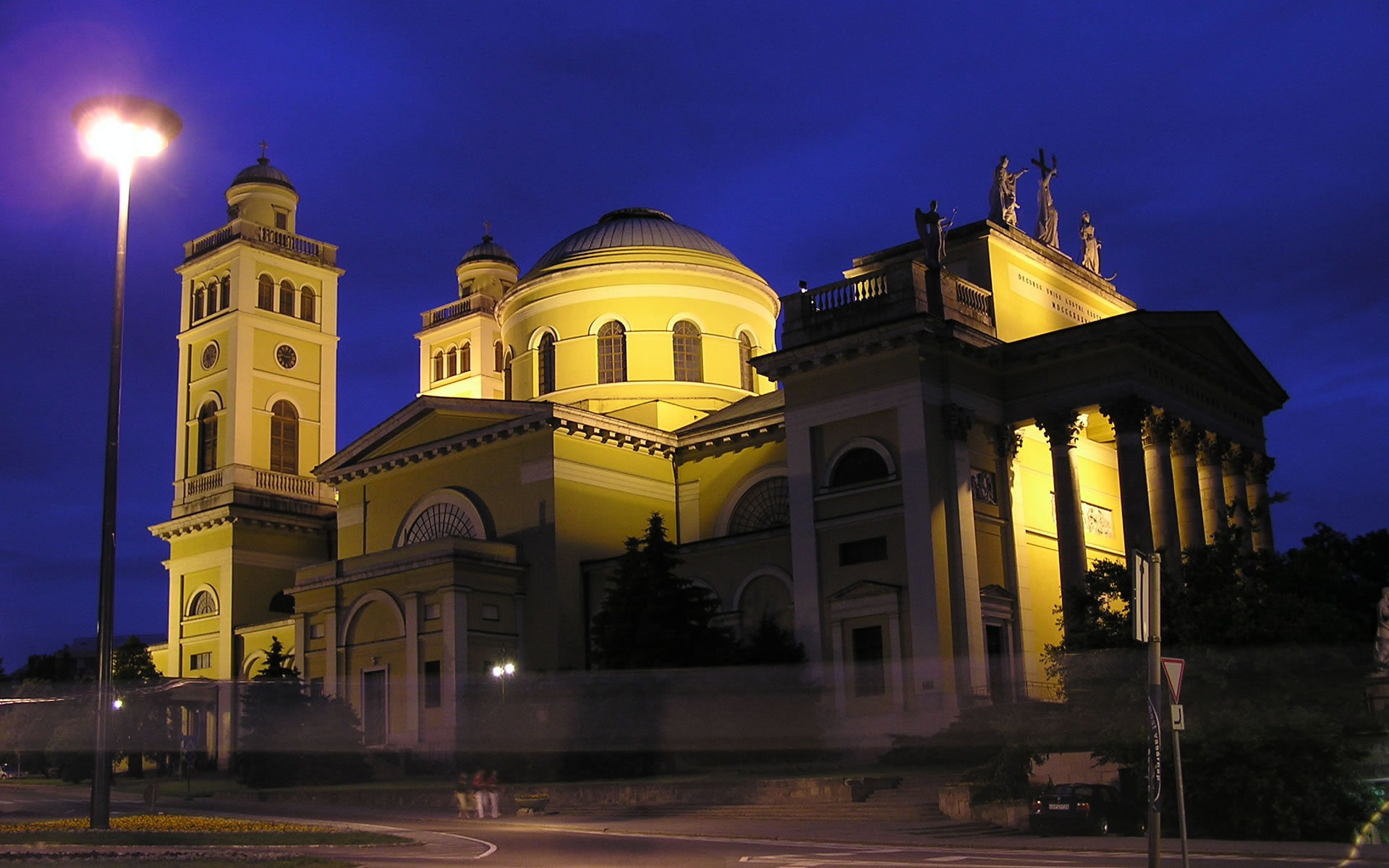
Die Kathedrale in Eger
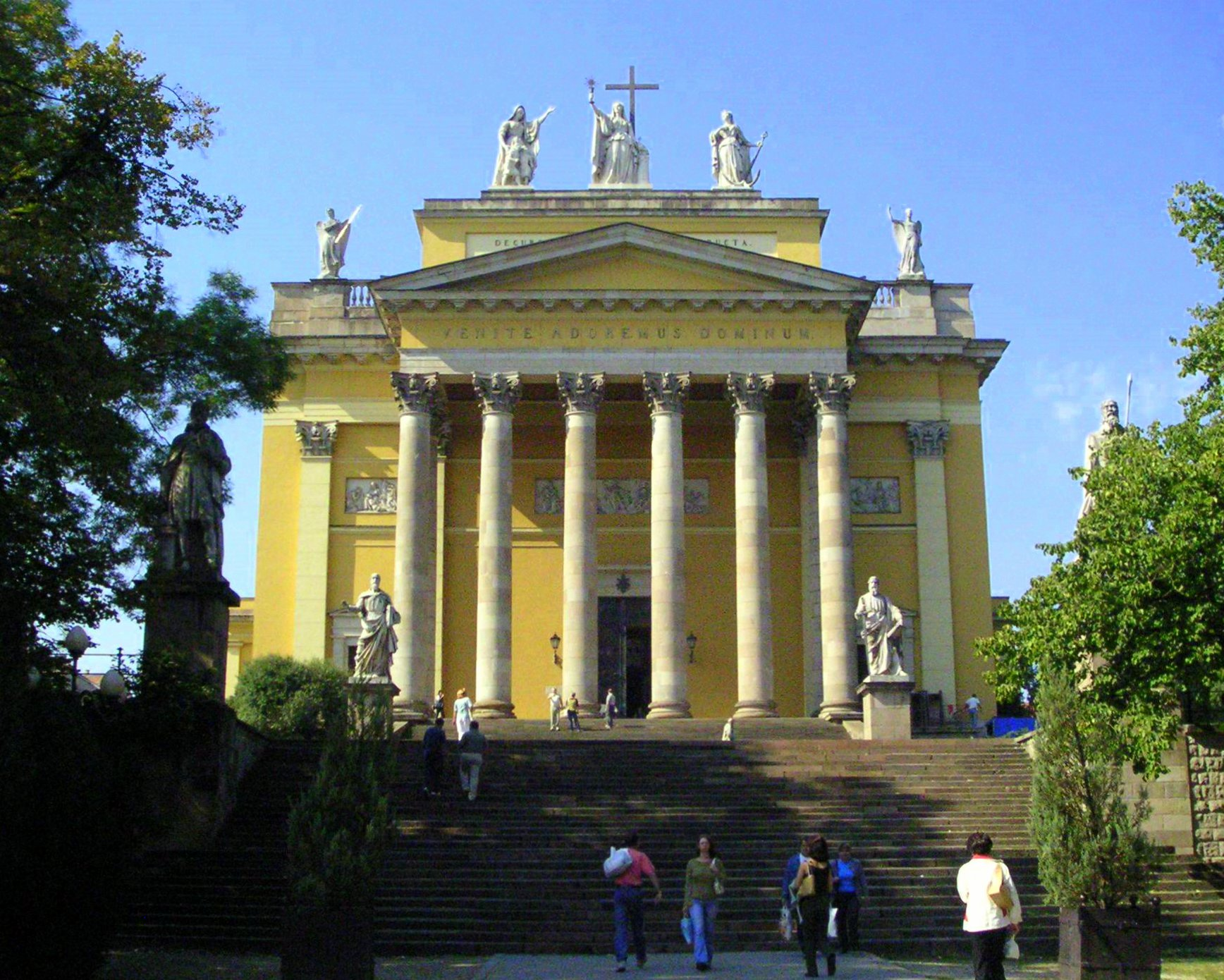
Haupteingang der Kathedrale
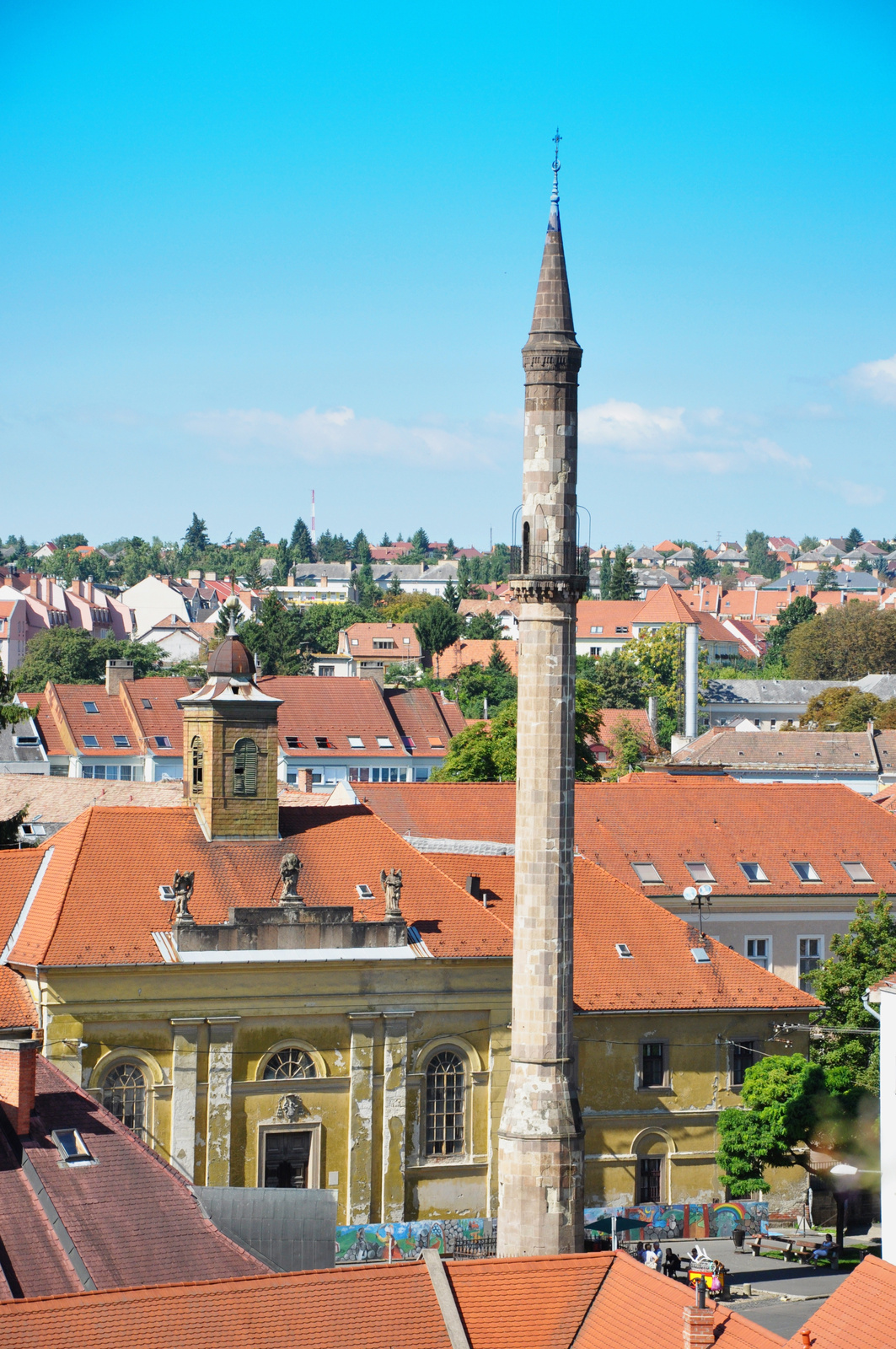
Minarett
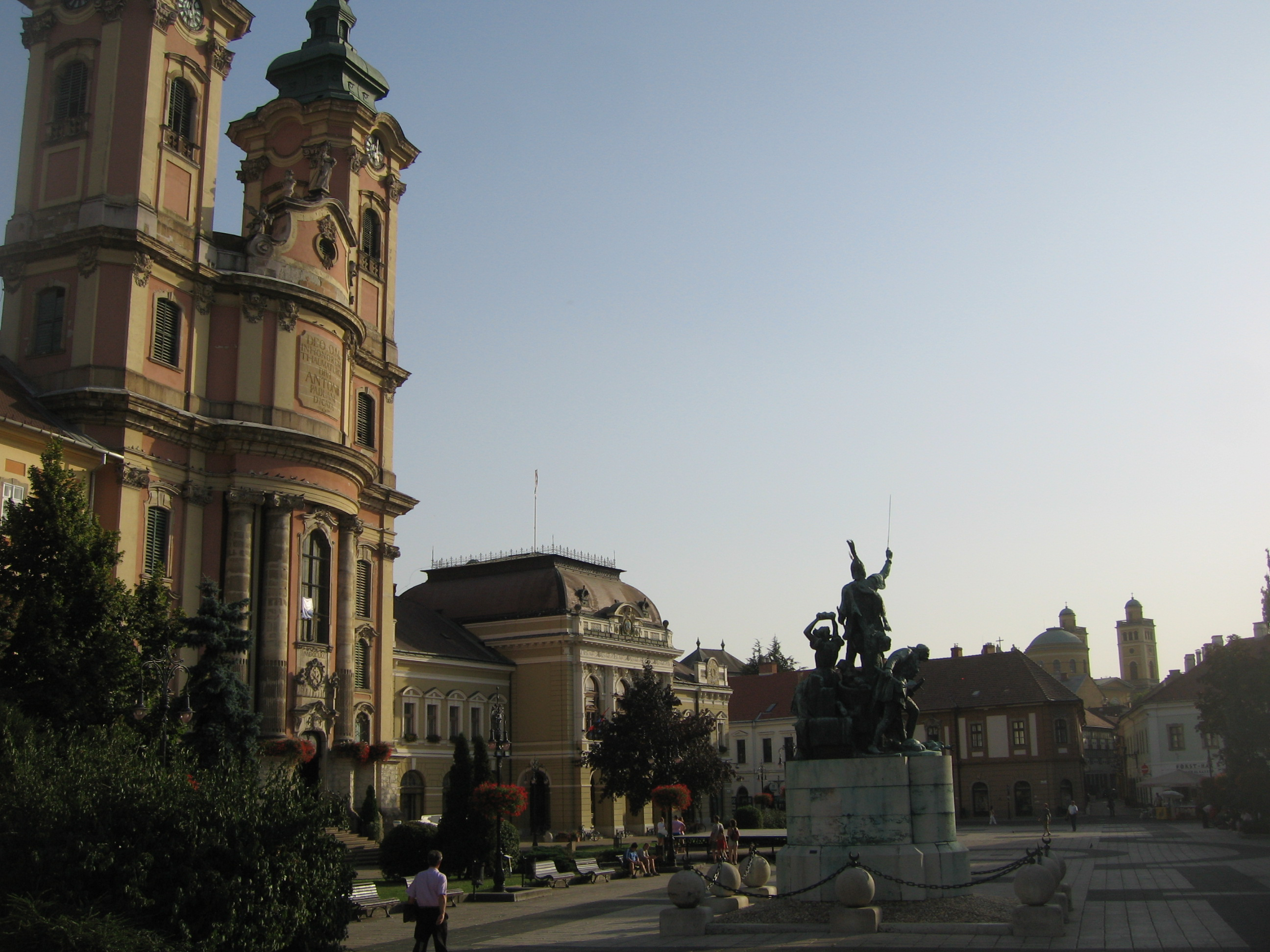
Dobó István Platz
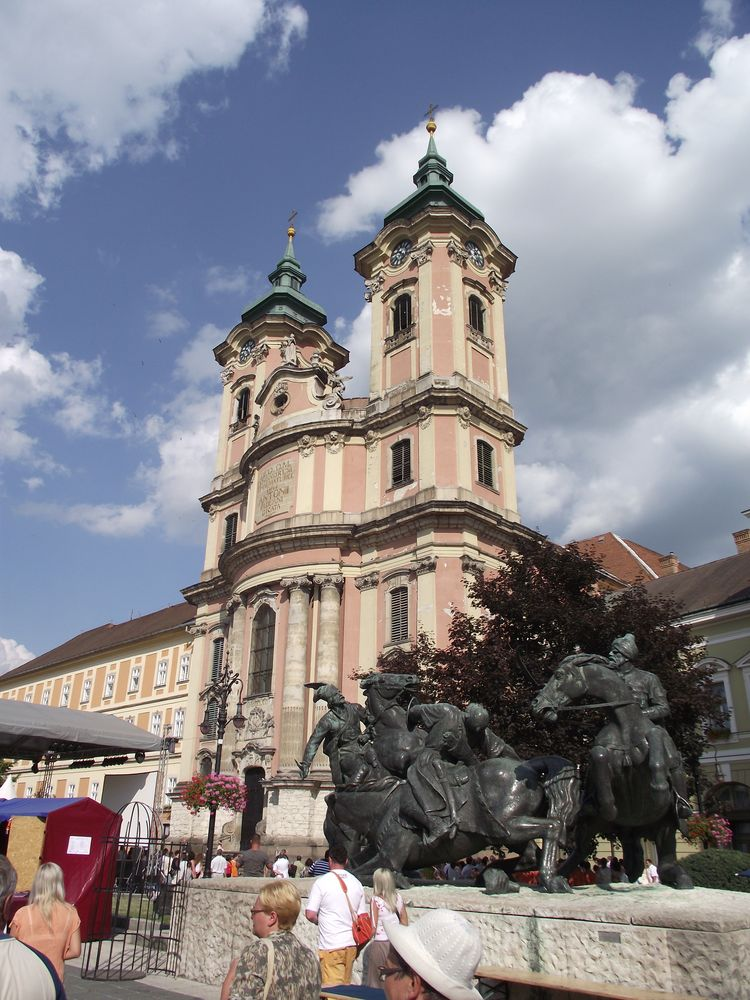
Minoritenkirche
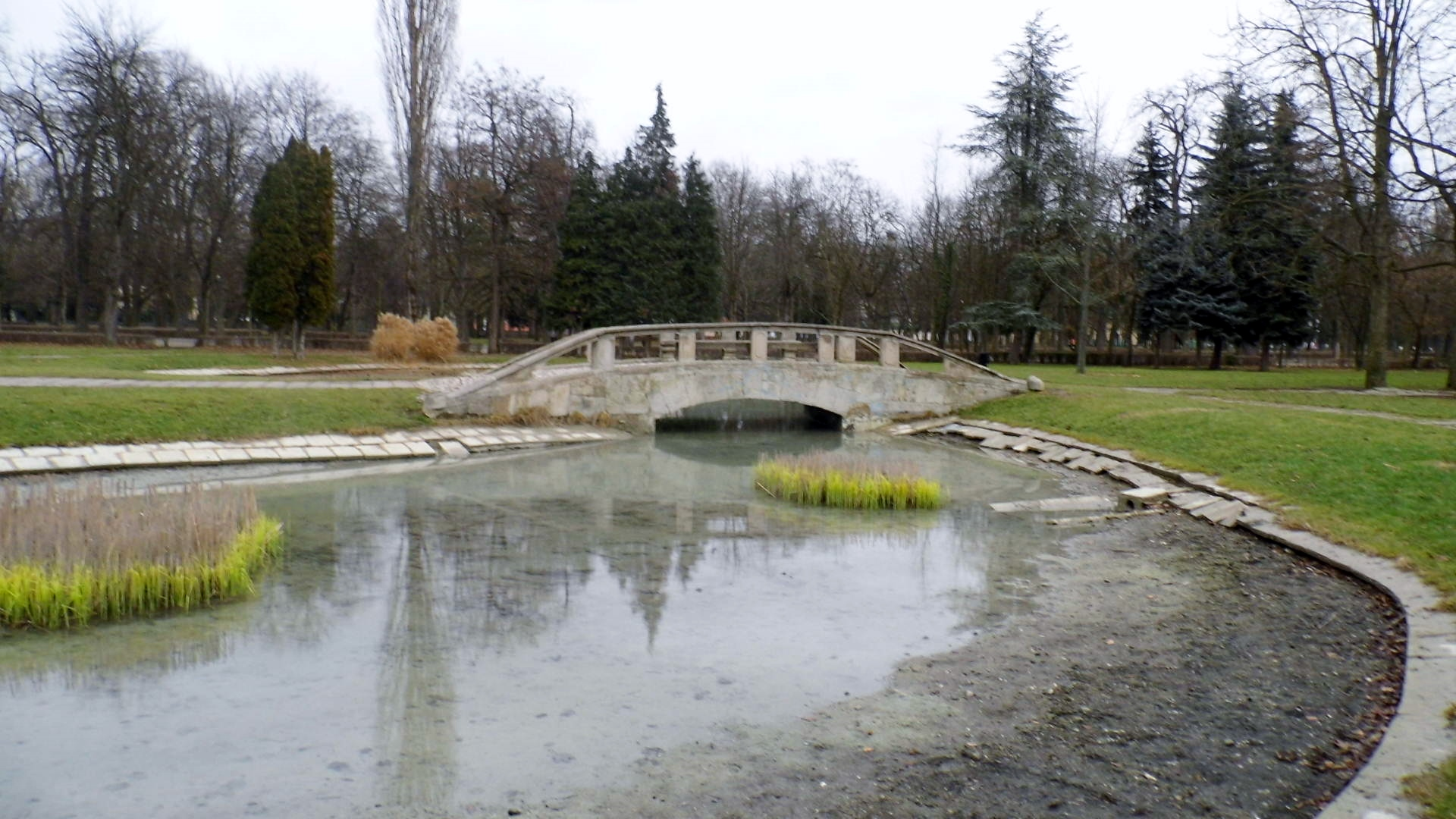
Im Érsekkert
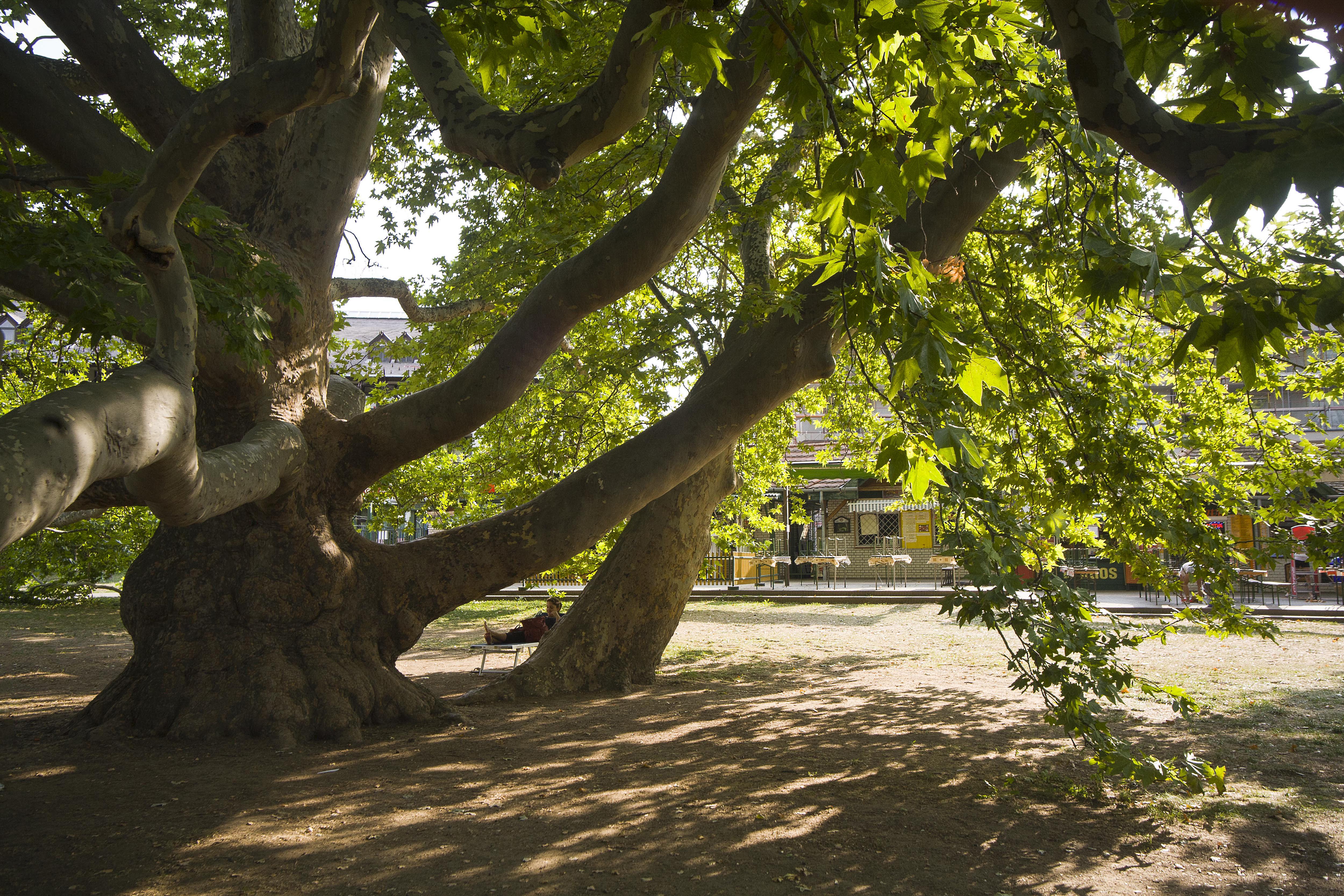
Platane von Eger
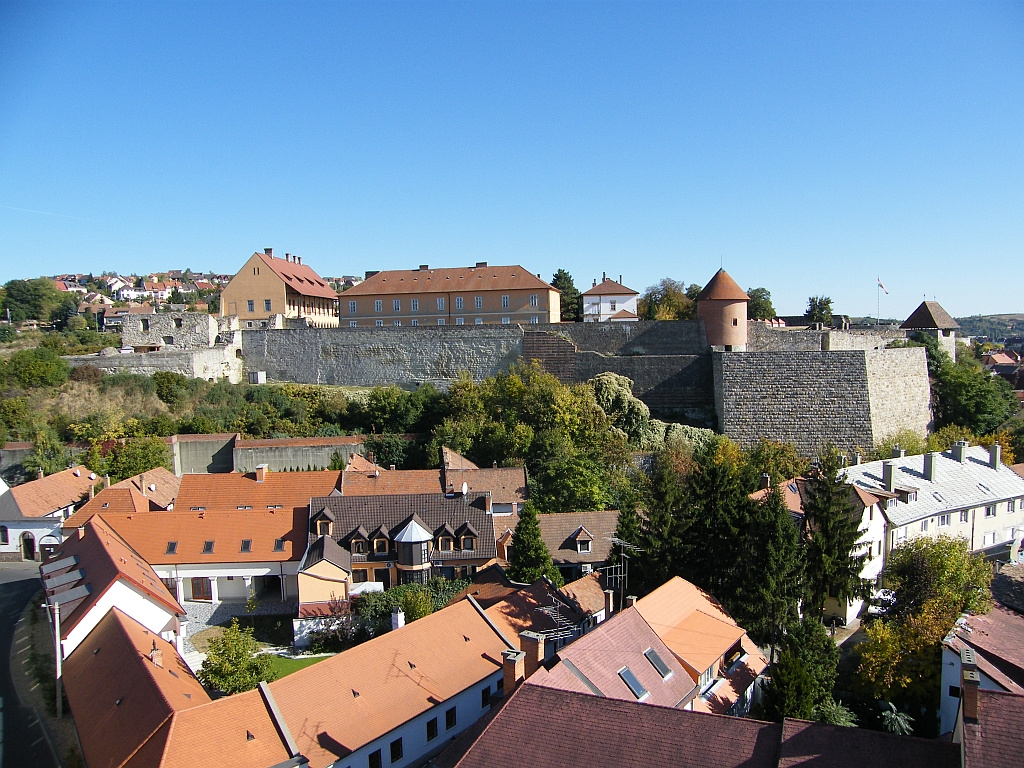
Die Burg
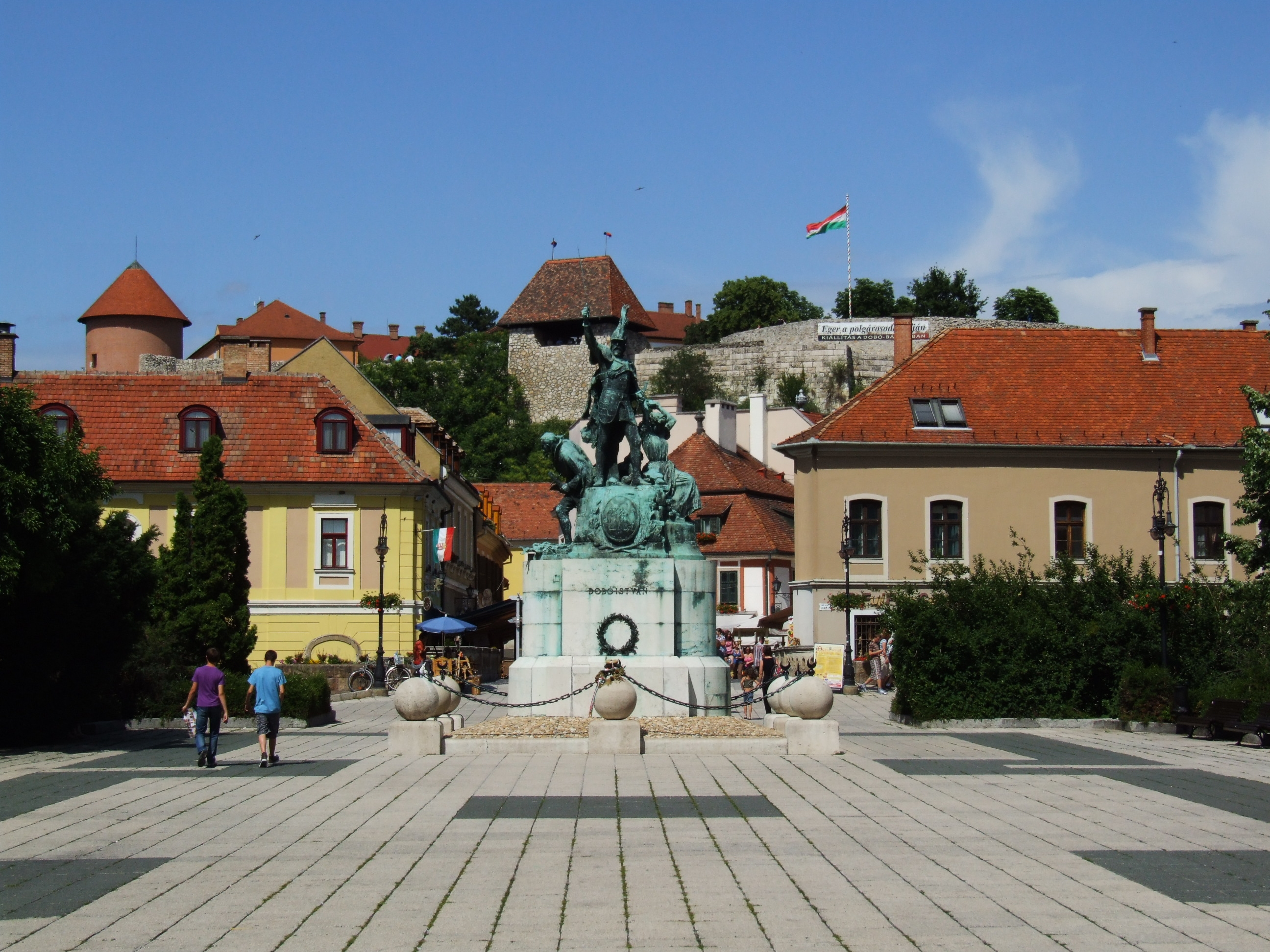
Dobó Platz und Burg
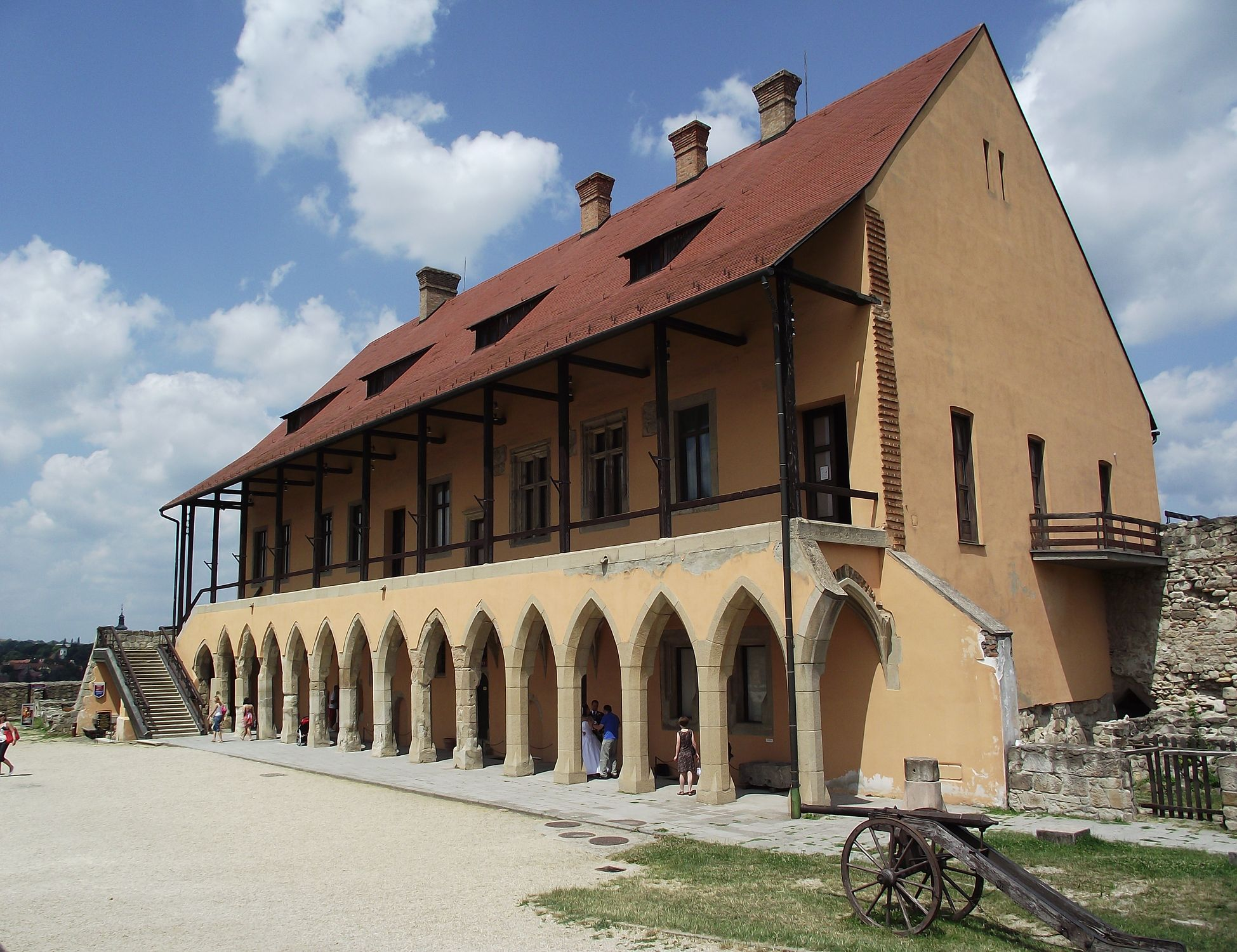
Bischofspalais auf der Burg
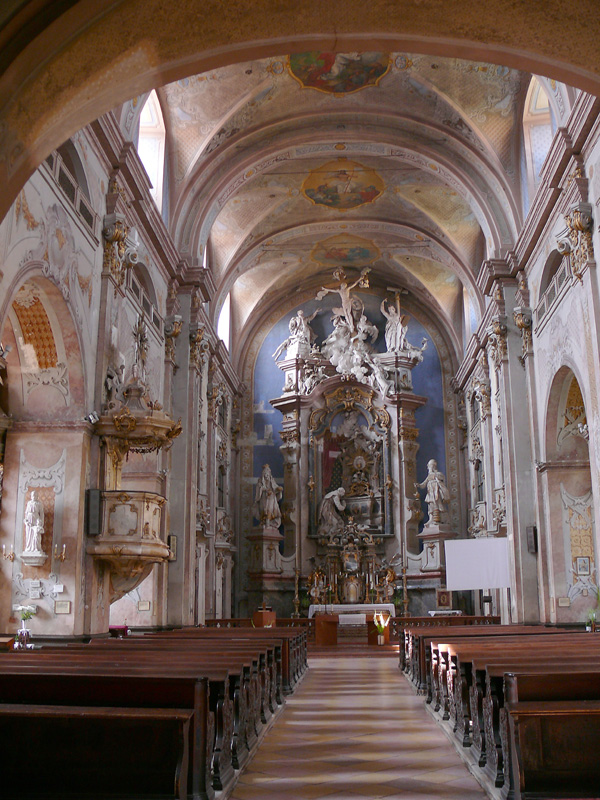
Zisterzienserkirche
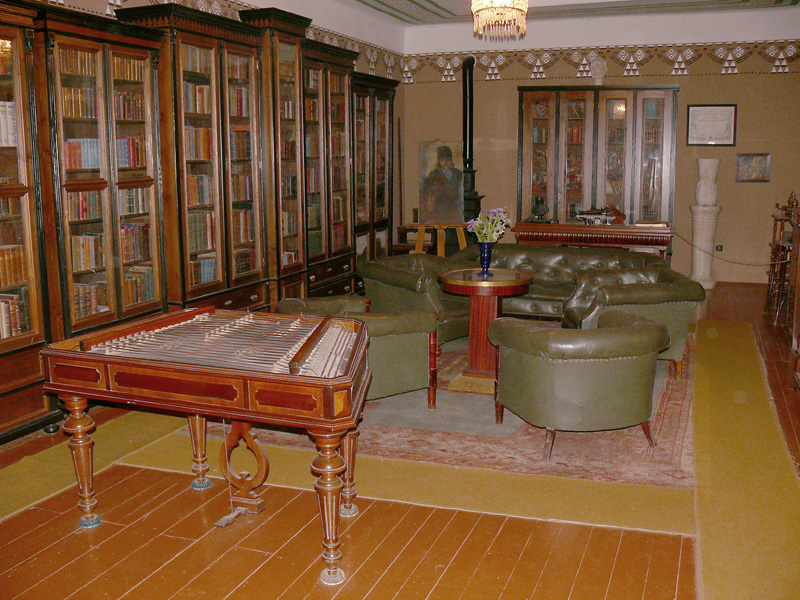
Géza Gárdonyi Museum
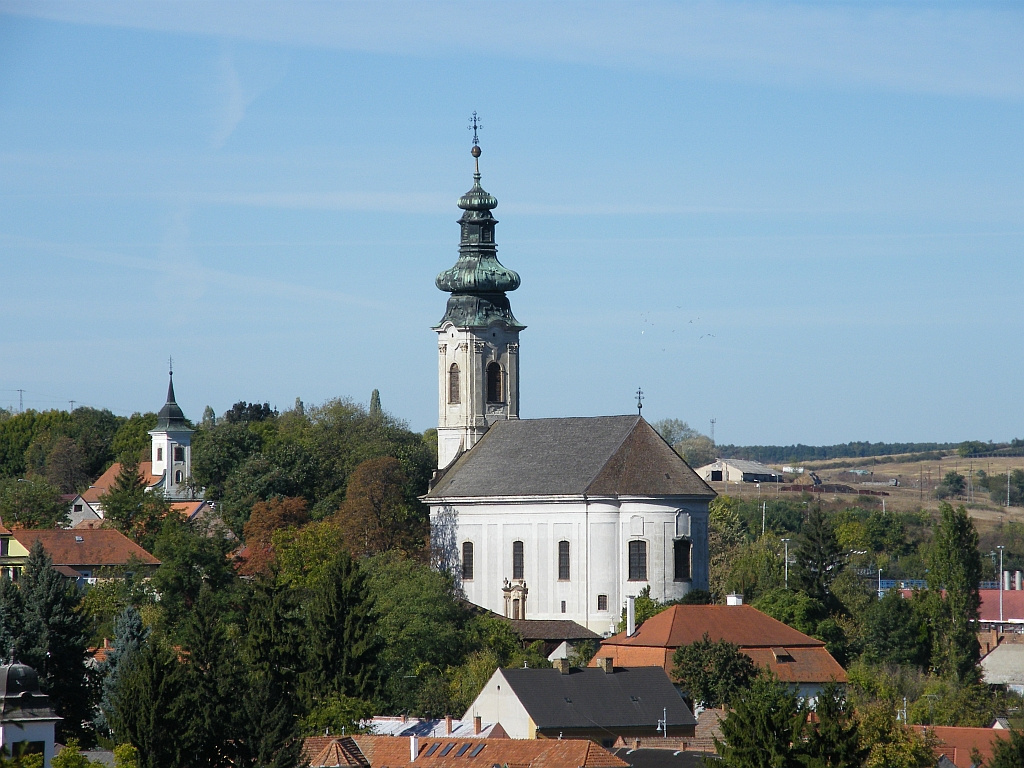
Serbisch-orthodoxe Kirche
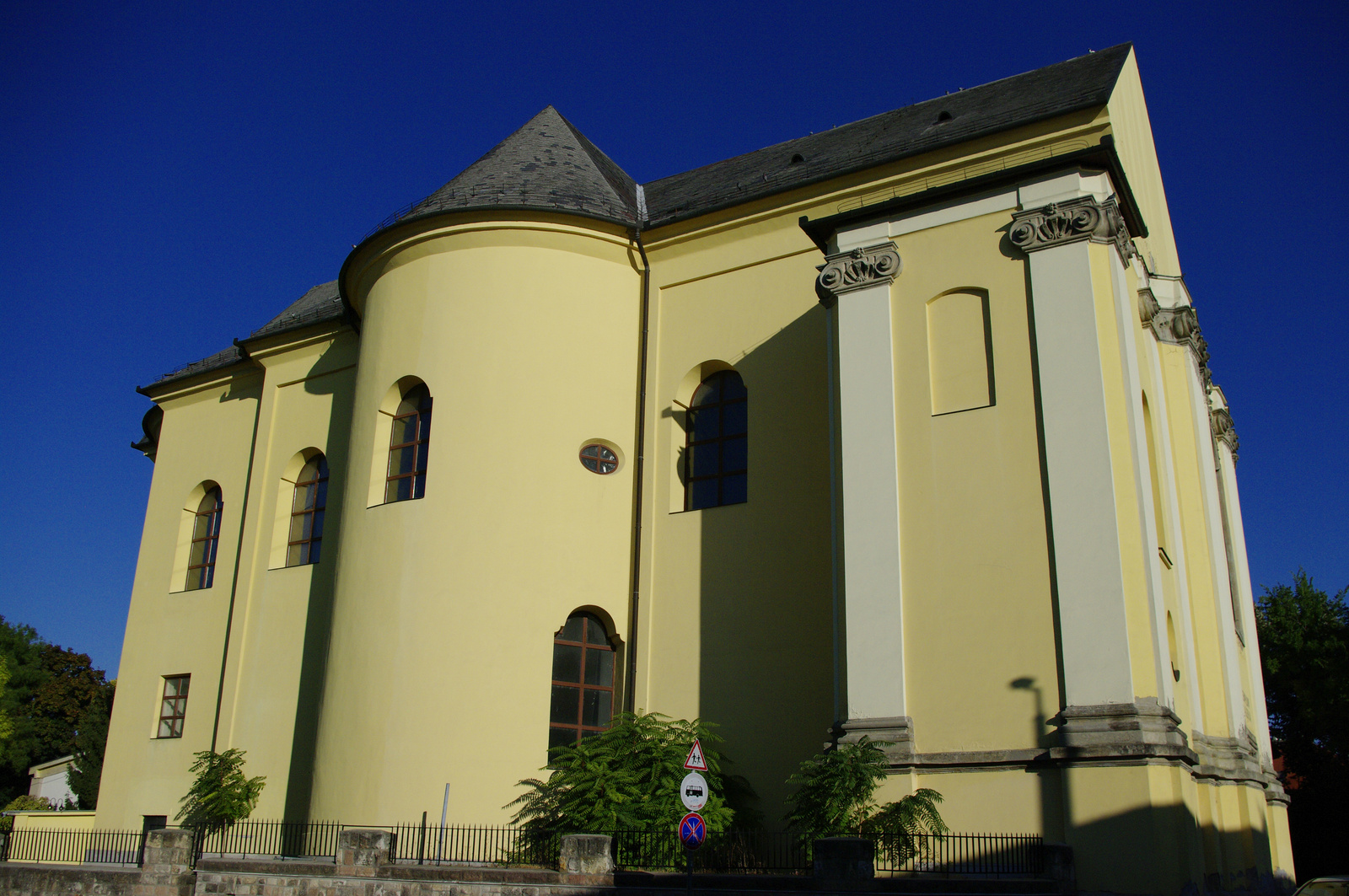
Trinitatis-Kirche

## Wirtschaft
- Ein Werk des Maschinenbau-Unternehmens Aventics ist in Eger angesiedelt.[7]
- Robert Bosch Automotive Steering
- Elbe & Sohn
- ZF Hungária
- Mubea Aerostructures - Muhr und Bender[8]

## Medien
In Eger ist der Sitz des Stadtfernsehens Eger Városi Televízió und von Líceum TV. Drei Radiosender sind vor Ort präsent: das katholische Radio Szent István Rádió, Rádió Eger und Rádió 1 (FM 101,9). Weitere Presseunternehmen sind Heves Megyei Hírlap (Nachrichten), Egri Est (Programmheft für Jugendliche), Royal Club – Komitat Heves und aPart magazin.

## Sportvereine
In Eger sind viele Sportvereine ansässig. Dazu gehören die Eger Heroes (American Football), die Egri csillagok – die Sterne von Eger (Baseball), SHS Eger SE (Handball), Vitai-Eger Fekete Sasok – Vitai-Eger Schwarze Adler (Basketball), Agria RC Eger (Volleyball), Egri VK (ungarischer Wasserball-Meister 2011, 2013 und 2014 sowie mehrmaliger Teilnehmer in der Gruppenphase der Champions League) und Mecman Eger Innebandy SE (Floorball).

## Persönlichkeiten
- Nándor Horánszky (1838–1902), Anwalt, Politiker und 1902 kurzzeitig Handelsminister
- Rapaics von Ruhmwert, Raymund Christoph (1845–1909), Theologe, Historiker, Rektor der Universität Budapest: in der Bischofskirche beigesetzt.
- Theodor Schmid (1859–1937), österreichischer Mathematiker
- Sándor Bródy (1863–1924), Schriftsteller
- Géza Gárdonyi (1863–1922), Schriftsteller, Dichter, Pädagoge
- Josef Javůrek (1876–1942), böhmisch-tschechoslowakischer Fechter
- Ladislaus Vajda (1877–1933), Drehbuchautor, Theaterregisseur und Dramaturg
- Sándor Ziffer (1880–1962), Maler
- Lajos Egri (1888–1967), Autor
- László Deák (1891–1946), Offizier und Kriegsverbrecher im Zweiten Weltkrieg
- György Piller (1899–1960), Fechter
- Aladár Bitskey (1905–1991), Schwimmer
- József Turay (1905–1963), Fußballspieler
- Károly Kárpáti (1906–1996), Ringer
- István Bárány (1907–1995), Schwimmer
- György Illés (1914–2006), Kameramann
- Géza Kádas (1926–1979), Schwimmer[9]
- Ferenc Keszthelyi (1928–2010), römisch-katholischer Bischof von Vác
- István Hevesi (1931–2018), Wasserballspieler
- Miklós Ambrus (1933–2019), Wasserballspieler[10]
- József Katona (1941–2016), Schwimmer
- Gusztáv Csík (* 1943), Jazzmusiker
- Csaba Ali (1946–2020), ungarischer Schwimmer
- Imre Török (* 1949), ungarisch-deutscher Schriftsteller und Journalist
- István Kerékjártó (* 1953), Langstreckenläufer
- András Sike (* 1965), Ringer
- József Faragó (* 1966), Ringer[11]
- Gábor Bukrán (* 1975), Fußballspieler
- Lajos Virág (* 1977), Ringer
- Norbert Madaras (* 1979), Wasserballspieler
- Henriett Seth F. (* 1980), Autorin und Künstlerin
- Péter Ács (* 1981), Schachmeister
- Gábor Kis (* 1982), Wasserballspieler
- Krisztina Papp (* 1982), Langstreckenläuferin
- Gábor Hatos (* 1983), Ringer
- Edina Dobi (* 1987), Volleyballspielerin
- Balázs Erdélyi (* 1990), Wasserballspieler
- Anna Gyarmati (* 1993), Snowboarderin
- Andor Bolyki (* 1994), Fußballspieler
- Gergő Zalánki (* 1995), Wasserballspieler
- Dorottya Szilágyi (* 1996), Wasserballspielerin
- Benjámin Gledura (* 1999), Schachspieler
- Vanda Vályi (* 1999), Wasserballspielerin